# Royal Statistical Society
La Royal Statistical Society, también conocida como RSS, fue fundada en 1834 como la Statistical Society of London.
En esa época había varias sociedades similares en otras zonas del Reino Unido, aunque la mayoría han desaparecido. La excepción es la Manchester Statistical Society, más antigua que la de Londres.
Desempeñaron un papel en la fundación de la sociedad Richard Jones, Charles Babbage, Adolphe Quetelet, William Whewell y Thomas Malthus. Uno de sus miembros más famosos fue Florence Nightingale, que en 1858 se convirtió en la primera mujer que accedió a ella.
La Statistical Society of London se convirtió en la Royal Statistical Society en 1887 y se unió al Institute of Statisticians en 1993. 
Actualmente cuenta con 7200 miembros en todo el mundo.

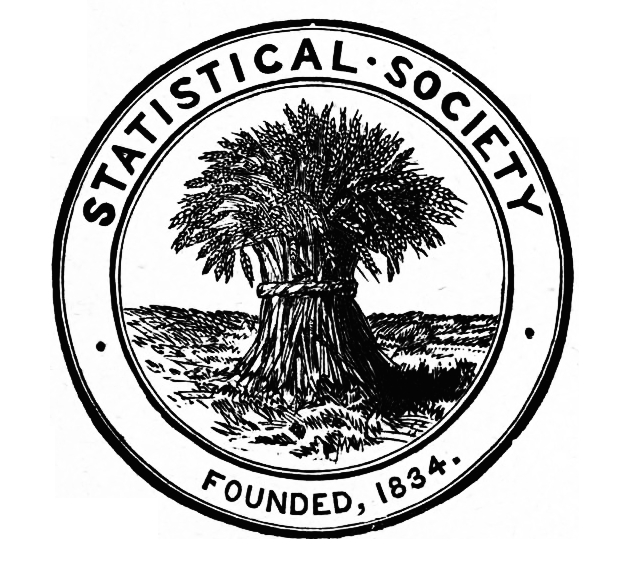
Sello antiguo de la RSS